# Revista Neural
Neural é uma revista impressa fundada em 1993 e que trata de temas como artemídia, música eletrônica e hacktivismo. Ela foi criada por Alessandro Ludovico e por Ivan Iusco, proprietário do selo Minus Habens Records, em Bari, Itália. Em sua primeira edição (distribuída em novembro de 1993), foi publicada a única tradução para o italiano do livro de William Gibson "Agrippa (a book of the dead)".
Os primeiros assuntos tratados foram: cyberpunk (como movimento tanto literário como político), música eletrônica, redes e BBS, realidade virtual, mídia, ficção científica e OVNIs. A missão da revista era ser uma revista de ideias, tornando-se um nó em uma rede mais ampla de publicações de cultura digital. A revista também era comprometida em dar a seus temas um tratamento visual adequado: focando em design gráfico e como ele poderia expressar a cultura eletrônica em uma forma de 'interface impressa', explorando as possibilidades 'sensoriais' da página. Neste sentido, por exemplo, a numeração das páginas foi feita apenas na forma binária por três anos, quando números decimais foram adicionados, ao lado. Havia uma seção com imagens estereoscópicas e as páginas centrais traziam obras de op art. O design gráfico incluía um espaço fixo em cada artigo para contatos e links, inspirada em experimentos do Whole Earth Catalog.
Na edição n. 18, as páginas centrais foram dedicadas a um falso hacktivista. Ela era feita de adesivos falsos, criados pela rede italiana de laboratórios hackers. Esses adesivos falsos simulavam sarcasticamente os reais que eram obrigatoriamente colados em todo livro ou CD vendido na Itália, devido à lei da SIAE, a Associação de Autores e Músicos local. Nos adesivos publicados na "Neural" estava escrito – contrariamente à determinação originalmente expressa – "reprodução recomendada em qualquer meio".
Em 1997, o primeiro site da "Neural" foi estabelecido, e ele é atualizado diariamente desde setembro de 2000. O website da Neural é bilíngue (inglês e italiano).
Em 1998, os assuntos tratados pela revista se restringiram a três: artemídia, com atenção particular aos usos conceituais e em rede da tecnologia na arte (a chamada net art); hacktivismo, ou ativismo usando mídia eletrônica para se expressar; e música eletrônica, investigando como a tecnologia é utilizada na produção, consumo e experimentação musicais.
Em maio de 2002, a "Neural" foi um dos membros fundadores da Mag.net, publicações culturais eletrônicas, uma rede internacional de revistas cujo slogan é "Colaboração é melhor que concorrência". A rede foi fundada durante a conferência e workshop "Post Media Publishing", que foi realizada na Universidade Internacional de Andalucia, em Sevilha, Espanha. Desde então, algumas reuniões Mag.net, workshops e apresentações foram feitas em vários países e três coletâneas Mag.net foram publicadas.
Em 2007, a "Neural" foi parte do projeto Documenta 12 magazines, da exposição de arte quinquenal documenta, na Alemanha, do qual o editor Alessandro Ludovico foi assessor.
A revista Neural (ISSN 2037-108X) começou como bimestral mas desde 1997 ela passou a ser publicada três vezes ao ano (em alguns anos foi publicada irregularmente). Ela começou sendo publicada em Italiano, mas de 2003 a 2008 foi publicada em duas edições, em inglês e italiano. Desde 2008 ela é publicada apenas em inglês.

## Prêmios

### Prix Ars Electronica
Prix Ars Electronica é um prêmio concedido desde 1987 pelo Ars Electronica, instituição baseada em Linz, Austria, como reconhecimento de relevantes iniciativas e realizações internacionais em arte eletrônica e interativa, animação, cultura e música digitais.
De 2001 a 2006, prêmios foram concedidos na categoria Net Vision / Net Excellence. Em 2002, a Neural recebeu uma menção honrosa nesta categoria.

## Artistas abordados
Mushon Zer Aviv, Francisco López, Jacob Kirkegaard, Wu Juehui, Benjamin Grosser, Nick Montfort, Rosa Menkan, Constant, Tristan Perich, Alberto Novello, Thomas Thwaites, Ralf Baecker, Philip Galanter, Constant Dulaart, Graham Dunning, Arcangel Contantini, Olia Lialina, Angela Washko, Rimini Protokoll, Marco Donnarumma, Nicolas Bernier, Irene Posch and Ebru Kurbak, Franziska Schroeder, Daito Manabe, Chris Salter, Sonia Cillari, Eléonore Hellio, House of Natural Fiber, Cynthia Zaven, Emeka Ogboh, Maddy Varner, Morehshin Allahyari, Nandita Kumar, Ryoji Ikeda, Curtis Wallen, Kyle McDonald, rybn, Tae Hong Park, Lancel / Maat, James Bridle, Kayt Sukel, Salvatore Iaconesi, Neil Harbisson, TeZ, Novi_sad, Daniel Soares, The fragmented orchestra, Jennifer Kanary Nikolov(a), Radio Cybernet, Autechre, The residents, Neue Slowenische Kunst, Uwe Schmidt, Alexei Shulgin, [The User], Etoy, ®™ark, Jodi, Marcos Novak, William Gibson, Martinez-Zea, Alejo Duque, Aniara Rodado, Alejandra Pérez, Guo Cheng, Claudia González, Leandro Nuñez, Marcell Mars, Dušan Barok, Daniel Reetz, Errant Bodies, Lorentz Potthast, Florian Cramer, Benjamin Gaulon, Jonathan Puckey, David Guez, Luc Gross, Stéphanie Vilayphiou, Evan Roth, Niels Post, Rui Guerra, Peter Traub, Annie Abrahams, Invisible Playground Team, Helen Varley Jamieson, Ricardo Dominguez, Eric Siu, Mark Bain, Zoran Todorovic, Trevor Paglen, Addictive TV, Optical Machines, IOCOSE, Ian Bogost, Herwig Weiser, Frederik de Wilde, Mark Fell, Pe Lang, Timothy Didymus, Verdensteatret, Marius Watz, Evelina Domnitch, Dmitry Gelfland, Lia, Martin Fuchs, Peter Bichsel, ZTOHOVEN, Matthias Fritsch, Lynn Hershman, Evan Baden, Paul Vanouse, Dmytri Kleiner, Mattin / Free Software Series, Superflex, Platoniq, Anders Weberg, Aram Bartholl, Julian Oliver, Christina Kubisch, Pierre Laurent Cassière, Chung-Kun Wang, [ Space Invader], Michelle Teran, Mark Shepard, Gustavo Romano, Konrad Becker, Telcosystem, Seiko Mikami, Johannes Kreidler, Paolo Cirio, Gordan Savicic, Zimoun, David Bown, Improv Everywhere, Blast Theory, Stewart Home, Yes Men, Les Liens Invisibles, Vittore Baroni, [ Moira Ricci], Janez Janša, Guerrilla Gardening, Esther Polak, Jacob Kirkegaard, The Owl Project, Shiho Fukuhara, Georg Tremmel, Beatriz da Costa, Amy Franceschini, HeHe, Survival Research Laboratories, Ralf Schreiber, Ralf Baecker, France Cadet, Ken Rinaldo, Douglas Irving Repetto, Matthew G. Kirschenbaum, Negativland, Julius von Bismarck, S.W.A.M.P. (Studies of Work Atmospheres and Mass Production), !Mediengruppe Bitnik, Paul Slocum, Modified Toy Orchestra, Ludic Society / Margarete Jahrmann, FM3, Zen Lu, Chu Yun, Yao Bin, Aaajiao (Xu Wenkai), 8GG

## Edições em Inglês
N. 20, Hacktive Community

N. 21, Breaking the Rules

N. 22, Facing Reality

N. 23, Hacking the Air

N. 24, Geek Girls

N. 25, Media Interventionists

N. 26, Disturbing the System

N. 27, Copyright Guerrilla

N. 28, Data Error

N. 29, Digital China

N. 30, Dangerous Games

N. 31, Information Value

N. 32, Machine Affection

N. 33, Scripting Green

N. 34, Fake'ology

N. 35, Friends?

N. 36, Time Deceptions

N. 37, Common Spacing

N. 38, p2p > f2f

N. 39, Multiplied Identities

N. 40, The Generative Unexpected

N. 41, Addiction(s)

N. 42, The Illegal Issue

N. 43, Networked Tangibility

N. 44, Post-Digital Print (postscript)

N. 45, Américas!

N. 46, Unearthed: The 20th Anniversary Issue

N. 47, Art in the age of neurological reproduction

N. 48, Uncanny Abundance

N. 49, Off-Western

N. 50, Transient Gestures

N. 51, Revive

N. 52, Complexity Issue(s)

N. 53, Obfuscate or Die
N. 54, Making it up
N. 55, Inconvenient Utopias
N. 56, Intelligently Weak
N. 57, Propaganda mon amour
N. 58, Archivism (the dynamics of archiving)
N. 59, Pimping the Eye, VR now.
N. 60, Blockchain. The Trust Catalyst.
N. 61, Speculative Pink
N. 62, Spiked Pieces, Celebrating 25 years of Neural

## Edições em italiano
N. 1, Agrippa

N. 2, Dream Machine

N. 3, Realtà Virtuali e Guerra

N. 1 nova série, Bruce Sterling

N. 2 nova série, Brain Machines

N. 3 nova série, Videogames

N. 4 nova série, Wired

N. 5 nova série, Intrusioni Cerebrali

N. 6 nova série, BBS copyright non é reato

N. 10, Telefoni cellulari, i danni biologici

N. 11, William Gibson

N. 12, Next World Radio

N. 13, Dead Media

N. 14, Scanner

N. 15, Lassigue Bendthaus

N. 16, Etoy

N. 17, RTMark

N. 18, Marcus Novak

N. 19, Richard Stallman

N. 20, Hacktive Community

N. 21, Breaking the Rules

N. 22, Facing Reality

N. 23, Hacking the Air

N. 24, Media Interventionists

N. 25, Copyright Guerrilla